# Teresa de Cepeda y Fuentes
Teresa de Ahumada (nacida como Teresa de Cepeda y Fuentes, Quito (Ecuador), 25 de octubre de 1566-Ávila, 9 de septiembre de 1610) fue una monja carmelita descalza que nació en la Real Audiencia de Quito y vivió en España a finales del siglo XVI e inicios del XVIII. Fue conocida por ser una de las personas más destacadas de la familia Santa Teresa de Ávila que nació en América.

## Breve biografía
Su padre fue Lorenzo de Cepeda y su madre Juana Fuentes. El nombre de familia con el que se hacía referencia era Teresa de Ahumada, tal como su padre, Lorenzo, determinó por testamento que se llamase. También le llamaban muchas veces Teresita haciendo alusión a su tía Santa Teresa de Jesús. Su infancia se vio marcada por el fallecimiento de su madre un año después de su nacimiento el 14 de noviembre de 1567. Durante sus primeros nueve años vivió en Quito. Por esta razón para diferenciarla de su tía la llamaban Teresa la Quiteña.
Lorenzo, padre de Teresa, había llegado a Perú con la expedición de Vaca de Castro en 1540. Nueve años después llegaría a la Real Audiencia de Quito y el primero de enero de 1550 fue nombrado regidor del cabildo y también tesorero de las Cajas Reales. Como funcionario tuvo los cargos de teniente de gobernador y capitán general. También fungía como alcalde ordinario de la ciudad. Los padres de Teresita se casaron el 18 de mayo de 1556, habiendo nacido su madre en Trujillo, Perú. Sus abuelos del lado de su madre eran Francisco de Fuentes y Bárbola Espinosa. Esta última había nacido de una unión ilegítima del Licenciado Gaspar Espinosa, oidor de Santo Domingo y primer gobernador de Panamá, con una indígena. Su madre, no obstante formaba parte de la alta sociedad de Lima y se casó a los 18 años de edad. A lo largo de su estancia en Quito, Lorenzo fue Juez de Residencia del Adelantado Juan de Salinas y Visitador Fiscal de Loja, Cuenca y Zamora. Además también formó parte de la Justicia Mayor de estas tres ciudades. Es importante recordar que dentro de sus funciones, en 1565 prohibió la servidumbre de los indígenas. Además fue próspero en sus negocios con lo que ayudaba a las fundaciones que hacía Teresa de Jesús en Ávila. En cuanto a sus hermanos, tuvo seis en total, de los cuales tres murieron en edad prematura. Su hermano Pedro mantenía un contacto muy cercano con el Convento de San José en Ávila y enviaba continuamente ayuda económica para erigir el Convento. En 1575, su padre Lorenzo decidió regresar a España con sus cuatro hijos y sus dos hermanos. Lamentablemente durante el viaje murió Jerónimo, tío de Teresita y también Esteban uno de sus hermanos. Finalmente llegaron a Sevilla a mediados de agosto de 1575, y fueron recibidos por Teresa de Jesús.
Por consiguiente, Teresita fue admitida en el Carmelo de Sevilla y empezó a vestir el hábito de carmelita. Antes de partir de Sevilla, fue retratada en un lienzo por Juan de la Miseria, quien también había retratado a Teresa de Jesús. En el retrato, pintó a Teresita vestida de carmelita con el típico hábito café y una capa blanca de 10 años de edad. Ella continuaría vistiendo el hábito hasta iniciar el noviciado en 1581 en San José de Ávila. Sin embargo, un año antes de empezar el noviciado, el 26 de junio de 1580 perdería a su padre y quedaría pues totalmente huérfana. Su hermano se casaría y su suegra intentaría desviar la herencia de Teresita a favor de su hermano. Esto afectó a Teresita e hizo que empiece su crisis vocacional. Sin embargo, terminaría sucediendo de esa manera a pesar de los intentos de Teresita. Siguió con su relación cercana a Teresa de Jesús y la acompañó en un viaje a Burgos para participar en la fundación del Carmelo ahí. Pudo por esta razón asistir en la comunión de Santa Teresa de Jesús cuando estaba cerca de la sus últimos días el 3 de octubre. El 5 de noviembre de 1582 Teresita dio sus votos y fue recibida por Ana de San Bartolomé. Se quedaría en San José de Ávila por el resto de su vida y siempre buscaría apoyar el proceso de beatificación para su tía. Testificó dos veces el 22 de enero de 1596 y el 9 de septiembre de 1610. Esta segunda ya en la víspera de su fallecimiento a los cuarenta y cuatro años.

## Escritos de Teresita y libros sobre su vida
Teresita aprendió a leer y escribir desde pequeña, ya que su familia se interesó mucho por su educación. Esto se puede ver en los siguientes libros que tratan acerca de su vida:
- “Libro de su Vida”[2]
- “Relaciones espirituales de Santa Teresa según el Códice de Salamanca”
- “Virtudes de nuestra Madre Teresa según la relación de su prima la Venerable Madre María de San Jerónimo”
- “Narración del recibimiento que hizo la ciudad de Ávila a D. Álvaro de Mendoza”
- “Últimas acciones de la vida de Santa Teresa por la Venerable Ana de San Bartolomé”

De Teresita se conservan tres cartas. La primera dirigida a la Madre Leonor de San Bernardo en 1608. La segunda el 24 de mayo de 1610 que fue dirigida a la Madre Ana de San Bartolomé. Por último la tercera que se guarda en las Carmelitas de Santa Ana de Madrid. También se conoce que además de su dominio del lenguaje, sabía aritmética y algunas frases en quichua que aprendió en América.

## Vida espiritual
Siguió los pasos de su tía, para lo cual toda su familia la apoyaba. Fue en el año de 1582 en el mes de octubre cuando hizo su profesión en San José de Ávila con la ayuda del Reverendísimo Padre Fray Juan Bautista Cafardo. Para ello aportó con un juro de 40.000 y 800 maravedís de renta. Durante la profesión prometió lo siguiente:
Yo, Teresa de Jesús, hago profesión y prometo obediencia, castidad y pobreza a Dios Nuestro Señor y a Nuestra Señora la Virgen María del Monte Carmelo y al reverendísimo padre prior general de la Orden de la gloriosa Virgen María del Monte Carmelo Fray Juan Bautista Cafardo y a sus sucesores según la Regla primitiva sin relajación hasta la muerta. Fecha en Ávila, a cinco días del mes de noviembre, año de 1582. Y porque es verdad lo firmo de mi nombre. Teresa de Jesús.
De su vida interior quedan los registros de sus prácticas cotidianas, dentro de las que destacan el rezo del Rosario, algo que había aprendido desde que era muy niña. Además también confesó que la comunión le liberó del parálisis de la lengua que ocasionalmente la afectaba. Esto se debía a una parálisis que provocaba trabas al hablar. Sin embargo esto mejoraba mucho después de recibir la comunión.

## Últimos días
Los últimos días de su vida se dedicó a impulsar la canonización de su tía. Para ello haría una declaración extensa donde mostraba su fervor por Teresa de Jesús. Esto muy probablemente lo hizo dentro de su celda, días antes de morir. Esto sucedería el viernes 10 de septiembre de 1610 cuando tenía 44 años de edad. Al momento se desconoce el sitio exacto donde esta enterrada aunque se conoce de manera indirecta que fue enterrada en la Sala Capitular. En ese convento se guarda también una imagen del Niño Jesús, que es llamado “Mayorazgo”, por ser el primero que tuvo la Reforma. Esta imagen además viene de América. Además existen varias cerámicas de la celda que tuvieron su origen den Perú. Adicionalmente existe una escultura de El Quitito, nombre que ya delata su prominencia puesto que Teresita la llevó al Carmelo en 1575 cuando llegó de Quito. Su legado radica en ser la primera americana en seguir las huellas del Carmelo reformado. En la serie Teresa de Jesús, de Josefina Molina, es representada por una niña que habla con media lengua y que no pronuncia bien su nombre, pronunciándolo como "Terezia", despertando las risas de su adorada tía.